# Paradisaea guilielmi
La paradisea dell'Imperatore Guglielmo (Paradisaea guilielmi Cabanis, 1888) è un uccello passeriforme della famiglia Paradisaeidae.

## Etimologia
Sia il nome comune che il nome scientifico di questa specie (quella scoperta più di recente nel proprio genere) vennero scelti in omaggio al Kaiser Guglielmo II di Germania.

## Descrizione

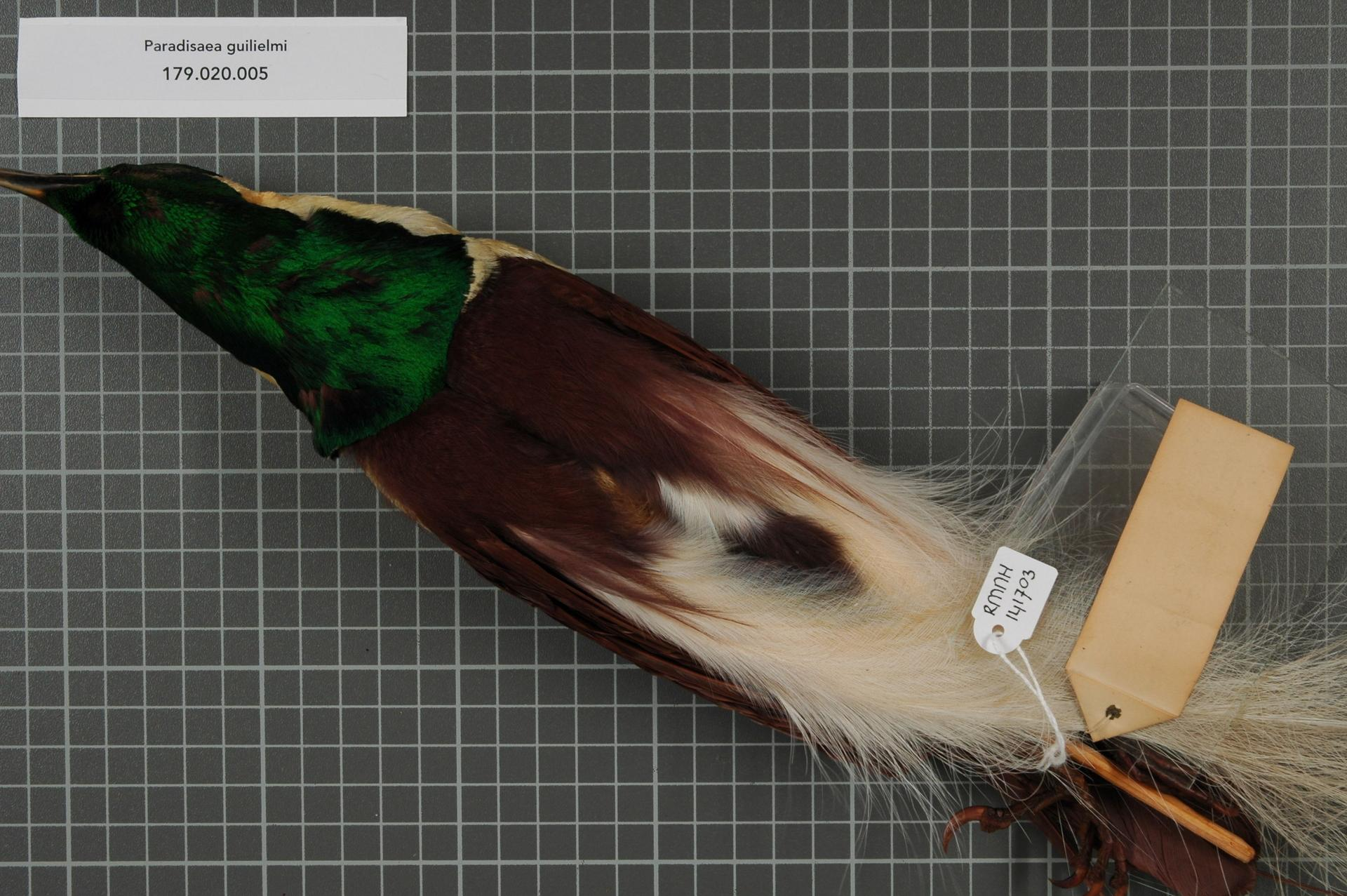
Maschio impagliato.

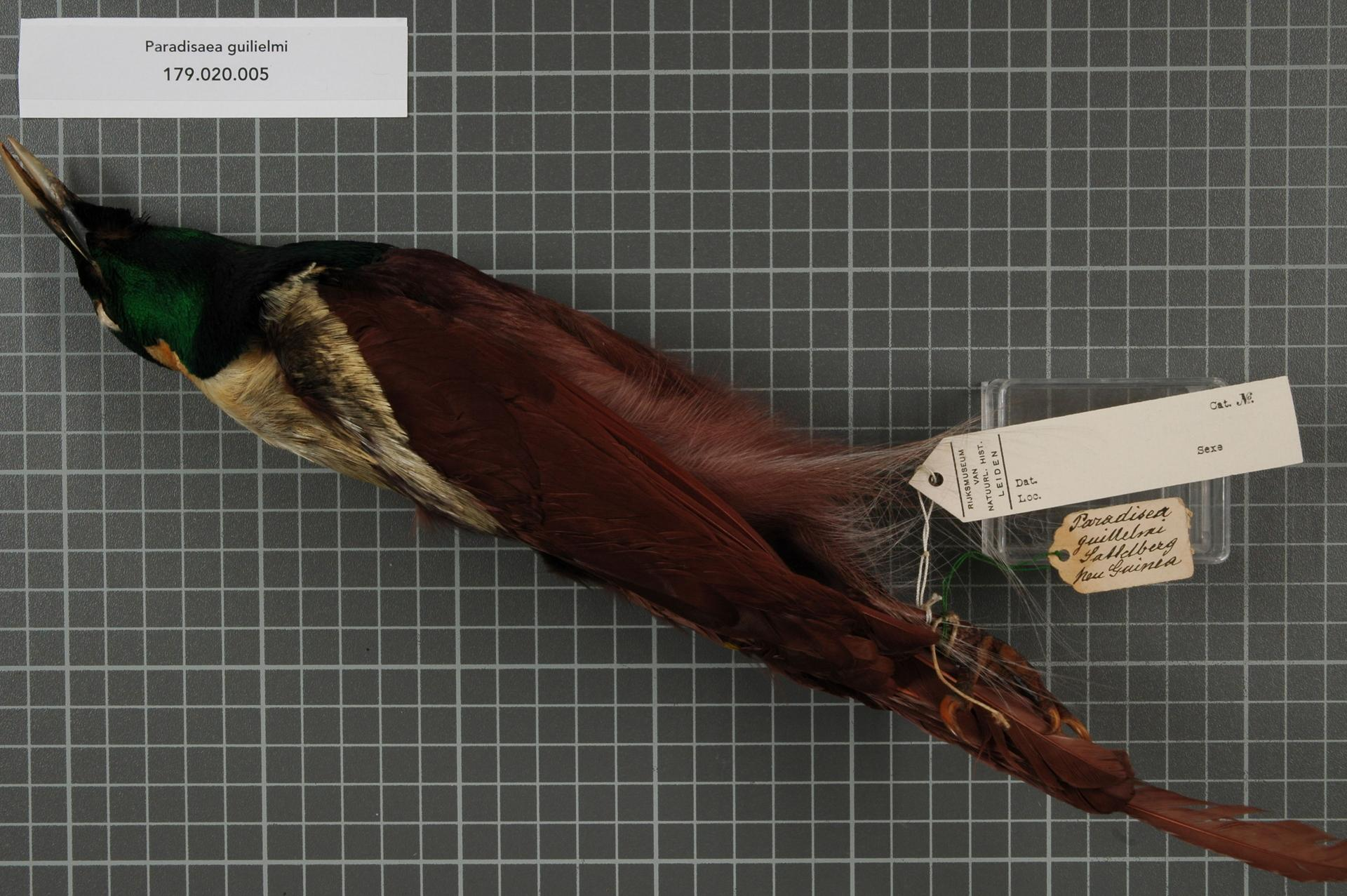
Femmina impagliata.

### Dimensioni
Misura 31-33 cm di lunghezza, per un peso di 250-265 g: i maschi, a parità d'età, sono più grossi e robusti rispetto alle femmine, anche in virtù delle lunghe penne di fianchi e coda, queste ultime in special modo lunghe all'incirca quanto il corpo.

### Aspetto
Si tratta di uccelli nel complesso molto simili alle altre specie di paradisee propriamente dette, dalle quali differiscono per la minore lunghezza delle penne dei fianchi e la maggiore estensione del verde facciale dei maschi.

Il dimorfismo sessuale è ben marcato: le femmine presentano faccia di colore bruno scuro, nuca, collo e spalle bruno-giallastre, ali, dorso e coda di color nocciola e ventre bruno che tende a schiarirsi divenendo grigiastro sul sottocoda. I maschi, invece, possiedono faccia, calotta, gola e petto di colore verde smeraldo, il resto della testa, il collo, le spalle ed i lati del petto giallo zolfo, ali, petto, groppa e coda bruni: le penne dei fianchi sono allungate (anche se meno rispetto ad altre specie congeneri) e dall'aspetto sfilacciato, brune alla base e bianche per tutta la loro lunghezza, mentre le due penne centrali della coda sono anch'esse allungate, ma filiformi e di colore nero. In ambo i sessi le zampe sono giallastre ed il becco è di color acciaio: gli occhi, invece, sono gialli nella femmina e rossi nel maschio.

## Biologia
Questi uccelli hanno abitudini essenzialmente diurne e solitarie: essi tendono a passare la maggior parte della propria vita nella canopia alla ricerca di cibo, pronti a sparire nel folto della vegetazione al minimo accenno di pericolo.

### Alimentazione
La dieta di questi animali è principalmente frugivora, comprendendo però anche una buona percentuale di insetti ed altri piccoli invertebrati.

### Riproduzione

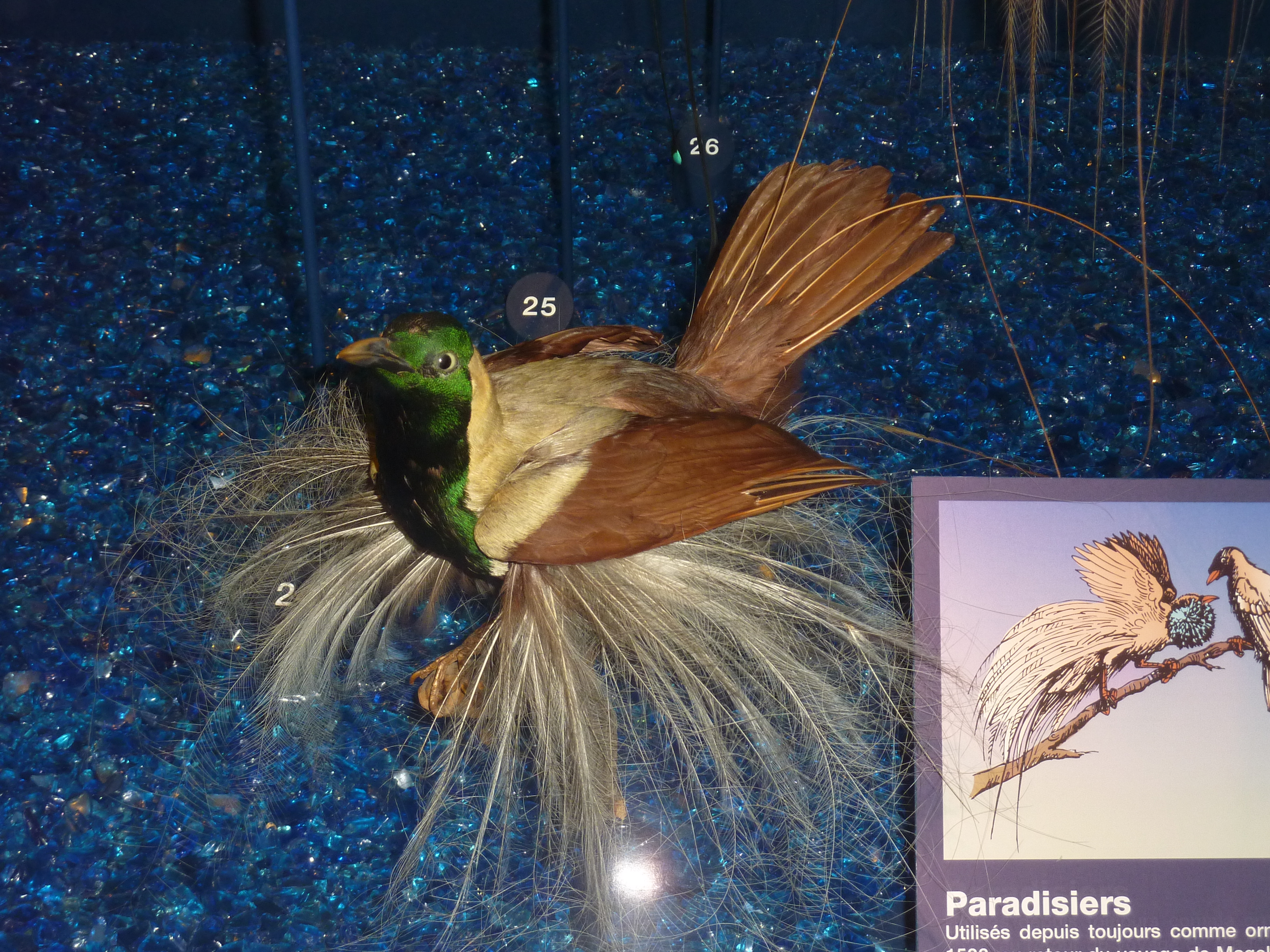
Maschio impagliato in posizione di corteggiamento.

Anche in questa specie vige la poliginia, coi maschi che si esibiscono secondo la formula del lek per conquistare le femmine.
La stagione riproduttiva cade fra settembre e dicembre. I maschi si riuniscono in uno o più alberi vicini, posizionandosi ciascuno su un proprio ramo che viene conservato negli anni ed accuratamente ripulito: da qui, essi si esibiscono in elaborati rituali di corteggiamento dinnanzi alle femmine sopraggiunte per osservarli, rituali che comprendono una serie di movimenti codificati (correre su e giù per il ramo, girare attorno ad esso, rimanervi appesi, tenere posture statiche, convergere verso il centro dell'arena, inchinarsi all'indirizzo della femmina o porsi al suo fianco) eseguiti tenendo le ali aperte e le penne del dorso ben erette, e al contempo emettendo una serie di richiami caratteristici.
Le femmine osservano numerosi maschi in più arene, prima di decidere con quale accoppiarsi: dopo l'accoppiamento, esse si allontanano e si occupano in solitudine della costruzione del nido, della cova e delle cure parentali alla prole, mentre i maschi continuano ad esibirsi.

## Distribuzione e habitat
La paradisea dell'Imperatore Guglielmo è endemica della Nuova Guinea ed in particolare della fascia costiera della penisola di Huon, nel nord-est dell'isola.
L'habitat di questi uccelli è rappresentato dalle aree di foresta pluviale collinare, anche disturbata, fra i 450 ed i 1350 m di quota: evita le aree antropizzate.